# Finestra conopial del Mas la Griera
La Finestra conopial del Mas la Griera és una obra gòtica de l'Esquirol (Osona) inclosa a l'Inventari del Patrimoni Arquitectònic de Catalunya.

## Descripció
Finestra situada al sector de tramuntana i al primer pis del mas la Griera, e el nucli de Sant Martí Sescorts, que pertany a l'Esquirol.
És de pedra picada i presenta un arc conopial amb decoracions perfectament simètriques formant dibuixos geomètrics i dues roses sota els arcs còncaus. A l'intradós de l'arc, a la part dreta, també hi ha un parell de roses. A la part esquerra questes roses es repeteixen però a l'imposta de l'arc per la part exterior.
A la pedra de la finestra s'endevinen restes de l'arrebossat. D'altra banda, la llum de la finestra no obeeix a l'esveltesa de l'arc.
L'estat de conservació és bo malgrat que desdiu totalment la masia.

## Història
No hi ha notícies del mas la Griera ni de la finestra.
A jutjar per les característiques de l'element i el seu entorn, aquesta finestra sembla procedir d'un altre indret tant per les dimensions de la finestra com pel detall de les roses senyalades a la descripció, ja que unes es troben a l'intradós de l'arc i les altres a la part externa de la finestra. L'ampit és de ciment i el mas no presenta cap altre element artístic d'interès.